# Frédéric de Rougemont
Pour les articles homonymes, voir Rougemont.
Frédéric Constant de Rougemont, né le 20 juillet 1808 à Saint-Aubin et mort le 3 avril 1876 à Neuchâtel, est un géographe, historien, philosophe et théologien suisse du XIXe siècle.

## Biographie

### Jeunesse
Frédéric de Rougemont est né le 20 juillet 1808 à Saint-Aubin. Il est le fils du conseiller d'État neuchâtelois Georges de Rougemont (1758-1824) et de Charlotte Louise d'Osterwald (1769-1851). Il étudie la géographie aux universités de Göttingen, puis à Berlin sous la direction de Carl Ritter,. 

### Carrière politique
À partir de 1831, il est également commissaire du gouvernement dans la commune de Cortaillod. En 1835, il est député à la Diète fédérale pour le canton de Neuchâtel. De 1835 à 1848, il est membre du Département de l'Intérieur. De 1841 à 1848, il est Conseiller d'État extraordinaire du canton de Neuchâtel,. 
Entre mars 1831 et février 1848, il est rédacteur d'un journal de tendance monarchiste appelé les premiers mois Feuilles neuchâteloises, puis, dès octobre 1831, le Constitutionnel Neuchâtelois, puis plus simplement le Neuchâtelois. 
Après la Révolution neuchâteloise de 1848, il doit s'exiler. Il passe d'abord quelques mois en France, puis obtient l'autorisation d'habiter à Yverdon, dans le canton de Vaud,. Il se consacre alors à l'éducation de ses enfants et à la rédaction d'ouvrages portant notamment sur l'histoire ancienne. En 1857, il prend part à l'Affaire de Neuchâtel en tant que conseiller du roi de Prusse Frédéric-Guillaume IV et peut ensuite revenir résider dans le canton de Neuchâtel.

### Carrière scientifique
De retour à Neuchâtel, il devient secrétaire de la Commission de l'éducation, fonction qu'il remplit de 1828 à 1848. Il fait également partie de la Commission académique jusqu'en 1841. En 1831, il publie un Précis de géographie comparée qui sera traduit en allemand quatre ans plus tard.  
En 1839, il est membre fondateur de la Société neuchâteloise pour la traduction d'ouvrages chrétiens allemands. Il traduit lui-même différents livres, notamment Le catholicisme d'Orient et d'Occident de Franz Xaver von Baader en 1840 et les Sermons de Friedrich Wilhelm Krummacher. 
Durant les années 1840, il donne différents cours à l'Académie de Neuchâtel. 
Il meurt le 3 avril 1876 à Neuchâtel.

## Famille
Frédéric de Rougemont est le frère de Rose Frédérique (1800-1880, qui épouse le conseiller d'État Louis-Frédéric de Marval), Marie Francoise Henriette (1801-1830), Georges (1802-1810) et de Henri Denis François (1810-1894) qui épouse en 1836 Comtesse Joséphine du Buat (1810-1850), dont descendance.
Il épouse en premières noces en 1833 Sophie Agathe Charlotte de Mimont, dont il a cinq enfants: Adèle Sophie Philippine (1833-1910), Albert Frédéric Auguste (1835-1916), Frédéric Henri (1838-1912), Louise Rose (1841-1918) et Sophie Henriette Agathe (1845-1915).
Il épouse en secondes noces en 1872 Maria Anna Josephine von Stein-Lausnitz (1834-1922), dont il a un seul fils Walther (1873-1922).

## Œuvres
Frédéric de Rougemont est l'auteur ou le traducteur d'environ cinquante livres. La liste ci-dessous n'est pas exhaustive.

### Livres écrits par Frédéric de Rougemont
- Essai sur le Piétisme ou sur le réveil religieux de l'Allemagne au temps de Spener, Neuchâtel ; Paris : [s.n.], 1842. (OCLC 81769885)
- Explication du livre de L'Ecclésiaste, Neuchâtel : [s.n.], 1844. (OCLC 42903029)
- Religion dogmes, symboles, mythes ... Genève: Cherbuliez 1855. (OCLC 174980410)
- Histoire du peuple primitif déduite de la Genèse ... Genève: Cherbuliez 1857. (OCLC 174980436)
- L'âge du bronze, ou, Les Sémites en Occident: matériaux pour servir à l'histoire de la haute antiquité, Paris: Didier & Cie, 1866.
- L'homme primitif. Neuchâtel, Paris, 1870. (OCLC 67878582)
- Quelques erreurs de la science incrédule : Recueil de conférences. Neuchâtel; Paris : [s.n.], 1870. (OCLC 78168108)
- Les deux cités : la philosophie de l'histoire aux différents âges de l'humanité, Paris : Sandoz et Fischbacher, 1874. (OCLC 19919623)

### Livres traduits par Frédéric de Rougemont
- Franz Xaver von Baader. Le catholicisme d'Orient et d'Occident, Neuchâtel ; Genève ; Paris : [s.n.], 1840. (OCLC 79799017)

## Sources
- Joseph Marie Quérard, Le Quérard: archives d'histoire littéraire, de biographie et de bibliographie françaises : complément périodique de la France littéraire, Paris : Au Bureau du Journal, v.1 1855. (OCLC 1436810)
- « Unknown page », sur généalogie-derougement.org via Wikiwix (consulté le 21 janvier 2024)